# Robert Everard Woodson
Robert Everard Woodson, né le 28 avril 1904 et mort le 6 novembre 1963, est un botaniste américain.

## Biographie
Né à Saint-Louis, il passé son doctorat en Biologie,  en 1929 à l'université de Washington avec Jesse More Greenman comme directeur. Membre du département de Botanique à l'université de Washington.
Après plusieurs voyages à Panama pour exploration et collection de specimens, il initie en 1943 du projet "Flora of Panama" du jardin botanique du Missouri, terminé en 1982 et publié dans les Annales de cet établissement. Il devint conservateur de l'herbarium de l'établissement de 1948 à 1955 puis de 1958 à 1963. Cet herbarium contient en 1994 plus de 4,5 millions de specimens de plantes séchées et est l'un des plus importants aux États-Unis. Durant ces deux périodes Woodson vendit ou échangea plus de 127 108 specimens de l'herbarium, qui furent redistribués vers au moins 48 institutions botaniques à travers le monde. Certains de ces specimens étaient en double mais beaucoup étaient uniques. Plusieurs dizaines de milliers de specimens furent également détruits. ENviron la moitié des specimens dispersés ont été récupérés.
La spécialité de Woodson était Asclepias tuberosa.